# Aulosaphanes suturalis
Aulosaphanes suturalis är en stekelart som först beskrevs av Sergey A. Belokobylskij 1990.  Aulosaphanes suturalis ingår i släktet Aulosaphanes och familjen bracksteklar. Inga underarter finns listade.